# Sa Caleta (Ciutadella)
La platja de sa Caleta està situada a l'illa de Menorca, i concretament a l'est del municipi de Ciutadella.

## Descripció
La platja de sa Caleta és a dos quilòmetres de Ciutadella; i està situada entre Torre des Castellar i Cala Santandria.
Aquesta petita platja s'ha format a l'est de Cala Santandria, i el seu nom respon justament a les seves reduïdes dimensions.
És al bell mig d'una àrea residencial amb el mateix nom, motiu pel qual la seva ocupació és alta durant tota la temporada. Es troba rodejada d'habitatges residencials, un talús d'arena, una costa abrupta, i espadats de baixa altura coronats per vegetació. Hi ha una brisa suau; i l'aigua és tranquil·la, neta i transparent.
És una platja semiurbana, envoltada d'hotels; on hi ha un restaurant típic, bar, lavabos, socorrista, lloguer d'hamaques i para-sols.
Per arribar-hi, es pot anar amb vehicle particular (hi ha, però, poc aparcament) o bé amb autobús des de Ciutadella.